# Cicadula arevaloi
Cicadula arevaloi är en insektsart som beskrevs av Baltasar Merino 1936. Cicadula arevaloi ingår i släktet Cicadula och familjen dvärgstritar. Inga underarter finns listade i Catalogue of Life.